# 盛岡市長
盛岡市長（もりおかしちょう）は、岩手県盛岡市の首長。現職は内舘茂（2023年（令和5年） - ）。
戦後3回、市長が任期途中に辞職していることから（1952年（昭和27年）・1953年（昭和28年）・1979年（昭和54年））、その選出は統一地方選挙としては行われていない。

## 概要
1888年（明治21年）、大日本帝国憲法下の地方制度を定めるものとして市制（明治21年法律第1号）が施行され、全国に市町村が順次設定された。盛岡市もこれに倣って市制が施行され、その首長として市長が置かれるに至った。市長は公選ではなく、市制の規定に従って市議会（当時は「市会」と呼称）が指名し、天皇の裁可によって任命する形式がとられた。
その後、日本国憲法が首長の直接選挙を定め、1947年（昭和22年）以降は直接選挙による選出が始まった。
現職は20代目・内舘茂。

## 一覧
※ 複数回にわたって市長を務めた者には、再任に際して（再）の印を付した。
※ 現職の辞任・死去などにより空位が生じた場合の臨時代理は、代数に算入せず、一覧表への記載もしていない。
| 代          | 市長名           | 当選回数    | 在任期間                                               | 備考                                                         |
| ----------- | ---------------- | ----------- | ------------------------------------------------------ | ------------------------------------------------------------ |
| 1           | 目時敬之         |             | 1889年（明治22年）5月22日 - 1894年（明治27年）3月27日  | 初代 生家は「目時のヒバ」で知られる。旧盛岡藩士。            |
| 2           | 清岡等           |             | 1894年（明治27年）3月27日 - 1901年（明治34年）10月28日 | 盛岡電気㈱（現・東北電力）初代社長。                         |
| 3           | 関定孝           |             | 1901年（明治34年）10月28日 - 1906年（明治39年）5月11日 | 三田定則の実兄。旧盛岡藩士。                                 |
| 4           | 北田親氏         |             | 1906年（明治39年）5月11日 - 1907年（明治40年）11月6日  | 歴代最長の在任期間（20年）。大正時代の全期間をつとめる       |
| 5           | 大矢馬太郎       |             | 1907年（明治40年）11月6日 - 1910年（明治43年）8月3日   |                                                              |
| 6           | （再）北田親氏   |             | 1910年（明治43年）12月3日 - 1928年（昭和3年）12月5日   | 再任                                                         |
| 7           | 堀合由巳         |             | 1929年（昭和4年）1月20日 -1929年（昭和4年）3月6日      |                                                              |
| 8           | 中村謙蔵         |             | 1929年（昭和4年）5月8日 - 1934年（昭和9年）6月6日      |                                                              |
| 9           | （再）大矢馬太郎 |             | 1934年（昭和9年）6月7日 - 1939年（昭和15年）7月11日    | 再任。在職中に死去、初の市葬                                 |
| 10          | 見坊田鶴雄       |             | 1939年（昭和15年）9月30日 - 1943年（昭和18年）9月19日  |                                                              |
| 11          | 二見直三         |             | 1943年（昭和18年）9月30日 - 1946年（昭和21年）10月3日  | 内務官僚                                                     |
| 12（公選1） | 小泉多三郎       | 2期         | 1947年（昭和22年）4月8日 - 1952年（昭和27年）6月10日   | 以後、直接選挙による選出。任期途中で辞職                     |
| 13（公選2） | （再）二見直三   | 1期         | 1952年（昭和27年）7月20日 - 1953年（昭和28年）12月30日 | 再任。任期途中で死去                                         |
| 14（公選3） | 山本弥之助       | 3期         | 1954年（昭和29年）2月12日 -1965年（昭和40年）1月28日   |                                                              |
| 15（公選4） | 吉岡誠           | 1期         | 1965年（昭和40年）2月24日 - 1969年（昭和44年）2月18日  |                                                              |
| 16（公選5） | 工藤巌           | 3期         | 1969年（昭和44年）2月19日 - 1979年（昭和54年）8月8日   | 衆院選出馬のため任期途中で辞職。のちに衆議院議員、岩手県知事 |
| 17（公選6） | 太田大三         | 4期         | 1979年（昭和54年）9月2日 - 1995年（平成7年）9月1日     |                                                              |
| 18（公選7） | 桑島博           | 2期         | 1995年（平成7年）9月2日 - 2003年（平成13年）9月1日     |                                                              |
| 19（公選8） | 谷藤裕明         | 5期         | 2003年（平成13年）9月2日 - 2023年（令和5年）9月1日     | 3期目（2011年）は無投票当選。                                |
| 20（公選9） | 内舘茂           | 1期目在任中 | 2023年（令和5年）9月2日 - 現職                         |                                                              |